# April Carrión
April Carrión (Guaynabo, 23 de abril de 1989) es el nombre artístico de Jason Carrión, un drag queen y personalidad televisiva de Puerto Rico que aparició en la sexta temporada de RuPaul's Drag Race.

## Primeros años
Carrión nació en Guaynabo, Puerto Rico, el 23 de abril de 1989. En 2007 asistió a la Escuela de Artes Plásticas y Diseño de Puerto Rico, donde obtuvo una licenciatura. Comenzó a hacer drag cuando tenía 20 años. El nombre April Carrión proviene de su mes de nacimiento y su apellido.

## Carrera
Carrión fue la ganadora del concurso Miss Krash Puerto Rico en 2011.
Ganó un concurso de belleza y un premio por su participación en un videoclip de Gloria Estefan. Carrión apareció en "Hotel Nacional" de Estefan en 2012.
Carrión fue anunciada como una de las catorce concursantes de la sexta temporada de RuPaul's Drag Race en febrero de 2014. En el programa, Carrión venció a Vivacious en un lip sync con "Shake It Up" de Selena Gómez y fue eliminada en el siguiente episodio (acabando en el undécimo puesto). Después de ser eliminada, Carrión publicó fotos en las redes sociales de los looks de pasarela que hubiese usado de haber permanecido en la competencia, siendo una de las primeras concursantes de Drag Race en hacerlo. En 2018, Bowen Yang y Matt Rogers de Vulture.com clasificaron uno de los looks de pasarela de Carrión en el programa número 58 en una lista de "Los 100 mejores looks de RuPaul's Drag Race de todos los tiempos".
En 2020, Out dijo: "Carrion impresionó en la sexta temporada de RuPaul's Drag Race. La intérprete puertorriqueña no llegó muy lejos, pero no fue por falta de talento: su temporada fue indiscutiblemente una de las más fuertes en términos de casting. Estuvo repleta de gente como Courtney Act, Bianca Del Rio y BenDeLaCreme. De hecho, el lip sync que la envió a casa ha pasado a la historia de Drag Race como una de los más icónicas dado que fue contra la 'lip sync assasin' Trinity K. Bonet. Y cuando ves a Carrion en el metraje, sigue dando un gran espectáculo."
Fuera de Drag Race, Carrión estuvo con otros alumnos en un episodio de Skin Wars. Carrión fue una de las estrellas del documental puertorriqueño LGBT Mala Mala de 2014. En septiembre de 2018 fue jueza invitada en un episodio del programa de telerrealidad drag mexicano Versus Drag Queens. Carrión apareció en el video musical Banana Papaya de Residente en noviembre de 2018.
Carrión apareció en la actuación de Jennifer Lopez en los iHeartRadio Music Awards 2022.

## Vida privada
Carrión salió del armario como genderqueer en 2016.

## Filmografía

### Cine
| Año  | Título    | Papel      | Notas |
| ---- | --------- | ---------- | ----- |
| 2014 | Mala Mala | Ella misma |       |

### Televisión
| Año  | Título                       | Papel      | Notas                    |
| ---- | ---------------------------- | ---------- | ------------------------ |
| 2014 | RuPaul's Drag Race           | Ella misma | Concursante (11° puesto) |
| 2014 | RuPaul's Drag Race: Untucked | Ella misma | Concursante (11° puesto) |
| 2016 | Skin Wars                    | Ella misma |                          |
| 2018 | Versus Drag Queens           | Ella misma | Jurado                   |

### Vídeos musicales
| Año  | Título                            | Artista        |
| ---- | --------------------------------- | -------------- |
| 2012 | Hotel Nacional                    | Gloria Estefan |
| 2014 | Sexy Drag Queen (Cover de RuPaul) | Ella misma     |
| 2018 | Banana Papaya                     | Residente      |